# Filozofia minții
Filozofia minții este o ramură a filozofiei care studiază distincția minte - corp precum și alte probleme corelate cu aceasta, așa cum sunt fenomene mentale, funcții și stări mentale, conștiința, conștiența.